# Oasiseu
Oasiseu (transliteració del títol original en coreà 오아시스, lit. "Oasis") és una pel·lícula coreana dirigida per Lee Chang-dong, estrenada l'any 2002.

## Argument
Jong-du, un jove irresponsable i infantil, acaba de sortir de la presó després de complir una condemna de 2 anys per homicidi. Inquiet i ressentit es comporta habitualment de manera estranya, esbufegant, rient... aliè a les regles de la societat. En recuperar la llibertat va a la recerca dels seus germans i la seva mare a Seül, però els seus familiars han canviat de domicili i no els troba.
Jong-du es fica en diversos embolics i, en no poder pagar el compte d'un dinar en un restaurant, acaba sota custòdia policial. El seu germà menor Jong-sae paga la fiança de Jong-du i finalment el noi aconsegueix reunir-se amb la família, tot i no ser ben rebut per aquella.
Inadaptat social incurable i amb un lleu retard mental, Jong-du aconsegueix treball com a repartidor de menjar per a un restaurant xinès del barri, per recomanació del seu germà gran Jong-il.
En un incòmode intent de reconciliació, Jong-du busca a la família de l'home que va matar en l'accident pel qual se'l va condemnar i aconsegueix trobar al fill de la víctima, Han Sang-shik. Sang-shik està planejant canviar d'apartament i deixar el seu a la seva germana Gong-ju, una nena amb paràlisi cerebral. L'objectiu de Sang-shik és que els veïns tinguin cura de la noia, mentre ell s'aprofita de la pensió per discapacitat d'ella.
Els veïns estan horroritzats amb la intrusió de Jong-du i li demanen que marxi, però quan Jong-du coneix Gong-ju se sent molt atret i començar a rondar-la... li envia flors, l'espia, etc.
Un dia Jong-du descobreix on estan amagades les claus de la casa i entra a l'apartament en un moment en què sap que Gong-ju està sola. Jong-du vol fer-li una sorpresa, però finalment perd el control i comença a aprofitar-se de Gong-ju que es resisteix indefensa fins que finalment es desmaia. Jong-du, abans d'anar-se'n, impulsivament, deixa el seu número de telèfon a l'habitació per si Gong-ju el volgués buscar.
Acomiadat de la seva feina com a repartidor després de xocar amb la motocicleta, Jong-du té l'oportunitat de treballar al taller de reparació de cotxes del seu germà, on també dorm cada nit. Un parell de dies després Gong-ju el truca a mitja nit, la qual cosa li suposa una gran sorpresa i plaer. Tot i que la seva relació hagi començat amb el comportament criminal de Jong-du, progressivament es crea un vincle molt fort entre els dos. Després de diverses trobades i passejades secretes, en diverses ocasions a punt de ser descoberts pel germà de Jong-du o els veïns, els dos marginats es fan inseparables. Parlen de les seves coses favorites, surten al carrer, es fan trucades a mitja nit i Jong-du ajuda a Gong-ju amb les seves pors.
Desinhibida i volent compartir els seus sentiments amb Jong-du, Gong-ju li explica quan espantada està per l'ombra d'un arbre que es reflecteix sobre un quadre de la seva habitació. De manera protectora i reconfortant, Jong-du li promet que mai més haurà de tenir por perquè farà desaparèixer les ombres amb màgia.
En les seves aventures fora de l'apartament, la parella s'enfronta a la dura realitat d'una societat discriminadora però es consolen en la santedat innocent del seu amor compartit.
Quan Jong-du ingènuament assisteix a la celebració d'aniversari de la seva mare acompanyat de Gong-ju, l'ambient es crispa. En una xerrada amb el seu germà gran, es descobreix que aquest és en realitat el culpable de l'accident pel qual Jon-du va estar a la presó, després d'acceptar els càrrecs per ell. L'últim que el germà de Jon-du vol és que Jon-du estigui socialitzant amb un familiar de la víctima.
Quan el germà de Gong-ju arriba en una visita sorpresa, es provoca el caos. Jong-du és arrestat i acusat de violar una noia discapacitada i indefensa. Davant la tensió del moment i la pressió de la seva família, Gong-ju és incapaç d'explicar la seva versió de la història. Però en un últim esclat de passió, Jong-du s'escapa de la policia i corre a l'apartament de Gong-ju. La parella aconsegueix reafirmar el seu amor quan Jong-du, grimpant a l'arbre que hi ha al costat de l'habitació de Gong-ju i tallant-li les branques, compleix la seva promesa de fer desaparèixer les ombres, abans de ser atrapat i traslladat novament a la presó.

## Repartiment
La taula inclou els personatges principals,
| Actor / actriu original | Personatge fictici       |
| ----------------------- | ------------------------ |
| Kyung-gu Sol            | Jong-du Hong             |
| So-ri Moon              | Gong-ju Han              |
| Nae-sang Ahn            | Jong-Il Hong             |
| Seung-wan Ryoo          | Jong-Sae Hong            |
| Kwi-Jung Chu            | Jong-Sae's Wife          |
| Jin-gu Kim              | Mrs. Hong                |
| Byung-ho Son            | Sang-Shik Han            |
| Ga-hyun Yun             | Sang-Shik's Wife         |
| Myeong-shin Park        | Woman Neighbor           |
| Kyung-geun Park         | Woman Neighbor's Husband |

## Premis i nominacions
Premis que ha obtingut la pel·lícula,
Festival Internacional de Cinema de Venècia de 2002
- Premi Marcello Mastroianni - Moon So-ri
- León de Plata a la millor direcció - Lee Chang-dong
- Premi FIPRESCI
- Premi SIGNIS

Festival de Cinema de Chunsa de 2002
- Millor pel·lícula
- Millor actor - Sol Kyung-gu
- Millor actriu - Moon So-ri
- Millor director - Lee Chang-dong
- Millor guió - Lee Chang-dong

Festival Internacional de Cinema de Busan de 2002
- Millor actor - Sol Kyung-gu
- Millor guió - Lee Chang-dong

Premis Blue Dragon de 2002
- Millor nova actriu - Moon So-ri

Premis Korean Film de 2002
- Millor pel·lícula
- Millor actor- Sol Kyung-gu
- Millor actriu - Moon So-ri
- Millor director - Lee Chang-dong
- Millor guió - Lee Chang-dong
- Millor nova actriu - Moon So-ri

Premis Director's Cut de 2002
- Millor actor - Sol Kyung-gu
- Millor nova actriu - Moon So-ri

Premios Paeksang de 2003
- Millor pel·lícula
- Millor director - Lee Chang-dong

Festival Internacional de Cinema de Seattle de 2003
- Millor actriu - Moon So-ri